# Andreas von Strucker
Andreas von Strucker es un personaje Alemán nacido en Madripoor que aparece en los cómics del universo de Marvel Comics. El personaje fue creado por Chris Claremont y John Romita Jr. Andreas y su hermana gemela Andrea eran conocidos juntos como Fenris; después de su muerte, se convirtió en el nuevo Espadachín en el héroe. Andreas apareció por primera vez en Uncanny X-Men #194, aunque sus poderes y nombre en clave no fueron revelados hasta #200. Su primera aparición como el Espadachín fue en Nuevos Thunderbolts #2, pero no fue revelado como el Espadachín hasta la edición #17.

## Biografía del personaje ficticio
Andreas y su hermana gemela Andrea son los hijos del Barón Wolfgang von Strucker, el líder de la organización terrorista nazi Hydra. Mientras que los dos estaban todavía en el útero de su madre, fueron modificados genéticamente, dándoles poderes de bioenergía que pueden utilizar cuando están en contacto físico con el otro (por lo general cogidos de la mano). El Barón Strucker adoctrinó a sus hijos en las creencias de la supremacía blanca, el nazismo, y el Cuarto Reich. En la adultez, los gemelos se convirtieron en los supervillanos conocidos como Fenris, y dirigieron una organización terrorista que comparte su nombre en clave.
Como Fenris, Andreas y Andrea tratan de continuar con el legado de su padre y luchar contra la Patrulla X, X-Factor, y Magneto. Sin embargo, cuando Andrea descubre que el Ciudadano V es en secreto el Barón Helmut Zemo, él la mata para evitar que le diga a alguien la verdad.
Después de la muerte de Andrea, Barón Zemo hace que el Hombre Púrpura le lave el cerebro a Andreas para convertirse en el nuevo Espadachín. El Hombre Púrpura hace que Andreas despellejara la piel del cuerpo de ella, la curta, e incorporara la piel resultante en la empuñadura de su espada. Esto le permite canalizar los poderes que comparten a través de su espada. Andreas se libera del control del Hombre Púrpura y se une a los Thunderbolts.
Andreas sigue siendo miembro de los Thunderbolts bajo su nueva dirección. Como término de su participación continua, su hermana es clonada utilizando células de la piel que envuelven la empuñadura de su espada. Norman Osborn, su superior, nota que Andreas amaba a su hermana de "muchas maneras", implicando un aspecto incestuoso a su relación. Su compañero y líder de corriente de campo Moonstone se ha acercado a Andreas con tranquilidad. Si él le ayuda a matar a Songbird, Moonstone sería capaz de hacer un movimiento para usurpar al mentalmente frágil Osborn como el director de los Nuevos Thunderbolts. Así, dos facciones parecen estar formándose entre los Thunderbolts con el Espadachín y Moonstone por un lado mientras que Songbird y el Dr. Chen por el otro.
A pesar de su considerable habilidad, ha sido derrotado dos veces: primero, cuando Jack Flag lo golpeó con la hoja de su propia espada, y la segunda cuando la Araña de Acero lo arrojó por una ventana y un televisor de pantalla plana usando una extremidad de metal.
Bajo el control de cuatro telépatas encarcelados, el Espadachín ha asumido el título hereditario de su padre como "Barón" Strucker, y rasuró su cabeza en su honor. Se ha ganado la lealtad de varios guardias pagándoles bien, y les ordenó que detonaran una bomba en el transporte de los Thunderbolts, el Zeus, para iniciar un bloqueo. Él declara a uno de sus guardias que Norman Osborn le traerá de vuelta a su hermana o matará a todos en la Montaña Thunderbolts. Después de que un destacamento de guardias mata a la mayoría de sus guardias leales, Strucker mata a los guardias restantes atacantes. Luego se encuentra con Veneno, que declara que va a comer a Strucker. Los dos luchan, y Strucker pase a Veneno por su espada, activando sus poderes de energía, mientras que la espada está en el cuerpo de Mac Gargan. Poco después, Norman Osborn se ajusta a las presiones de manejar a los Thunderbolts, reclama el manto del Duende Verde y brutalmente ataca al Espadachín, crucificándolo en una pared con pequeñas dagas-duendes.
Poco después, se descubre que Andreas utilizó a Arnim Zola para clonar a Andrea. Aunque Andreas tiene a su hermana de vuelta, decide completar su contrato con los Thunderbolts, dejando al grupo como un hombre libre. Con el fin de proteger a su hermana mientras está en misiones, Andreas pela su brazo, dándole la piel a Andrea, permitiéndole utilizar sus poderes compartidos.
Andrea acompaña a Andreas y los Thunderbolts para combatir a los Skrulls durante la Invasión Secreta. Como Andrea se enfrenta a un grupo de Skrulls a bordo de su nave, Moonstone aparece por detrás y le inmoviliza. Bullseye luego mata a Andrea mientras ella ataca a Moonstone. Osborn después convence a Andreas que los Skrulls mataron a su hermana.
El Espadachín salva la vida de Songbird, cuando Bullseye intenta matarla. Cuando el Espadachín se enfrenta a Norman Osborn por la disolución de los Thunderbolts, Norman pierde su cordura momentáneamente y apuñala a Andreas en el pecho, aparentemente matándolo con su propia espada, y lo lanza por la montaña.

## Poderes y habilidades
Como resultado de ingeniería genética in utero, Andreas y su hermana gemela Andrea eran capaces de volar y generar ráfagas de energía, pero solo cuando estaban tomados de la mano. Cuando están cogidos de la mano, Andreas podía generar ráfagas de fuerza concusiva, mientras que Andrea podría generar haces de desintegración.
Su traje Espadachín aloja varias cuchillas ocultas; su hoja de espada primaria está enfundada en una aleación de adamantio y puede disparar un proyectil parecido a un arpeo. La empuñadura de la espada está envuelta con la piel de su fallecida hermana gemela, y con la ayuda de la empuñadura de la espada él puede liberar rayos bioeléctricos de fuerza concusiva.
Andreas es un fenomenal acróbata y combatiente cuerpo a cuerpo, experimentado en el uso de todas las armas blancas. Habla con fluidez alemán, aunque fuera de práctica.

## Otras versiones

### Ultimate Marvel
En Ultimate Marvel, Andrea y Andreas Von Strucker aparecen en la historia "Grito de Lobo" de Ultimate X-Men. En esta versión los gemelos son mutantes que pueden generar ráfagas de calor cuando se tocan unos a otros, y poseen una organización llamada Fenris que utilizan para "acabar con la dominación económica del homo sapiens." La organización está disfrazada como un banco de inversión Fenris Internacional, con oficinas en el Edificio Empire State. Ellos emplearon a Gambito para capturar a Pícara, a quienes planeaban utilizar como espías empresariales encubiertos. Sin embargo, Pícara rechazó la oferta y (con la consiguiente ayuda de la Patrulla X) lograron derrotar a los gemelos.
También se señaló que compartían una relación incestuosa posiblemente cuando Ángel le dijo a sus compañeros que nadie "sabía si eran hermanos... o casados", y cuando Andreas le dice a su hermana que tocarle es "un privilegio reservado sólo para ti."

### House of M
Andreas y Andrea fueron vistos ayudando a su padre en una resistencia contra los mutantes y los Kree. Ambos terminan muertos en acción.

## Otras medios

### Televisión
- Fenris se hace referencia en The Avengers: Earth's Mightiest Heroes. En el episodio "El Piquete de la Viuda", el alias es la palabra clave del Barón Strucker para desencadenar la secuencia de autodestrucción de la isla HYDRA.
- Andreas von Strucker y Andrea von Strucker aparecen en The Gifted, episodio, "threat of eXtinction", interpretados por Paul Cooper y Caitlin Mehner, respectivamente. Son terroristas mutantes activos a finales de la década de 1940 y principios de 1950, tienen el mismo poder que en los cómics. Horrorizados por sus acciones, el hijo de Andreas, Otto (el sobrino de Andrea) huye de ellos y después de años de investigación logran reprimir al Gen-X en su propio hijo Reed para evitar la amenaza de que Fenris regrese. Reed y sus hijos, Lauren y Andy, son los protagonistas de la serie y los niños muestran el mismo poder que sus bisabuelos. Está implícito pero no declarado que Andrea pudo haber sido la madre de Otto.

### Película
- Viper (Andrea von Strucker) apareció en la película de 1998 Nick Fury: Agent of S.H.I.E.L.D., interpretada por Sandra Hess. Esta versión era la media hermana mayor de Werner von Strucker. Viper escapa con el cuerpo de su padre que se revive en la escena final de la película.
- Andrea von Strucker y Andreas von Strucker se aluden en la película X-Men 2 de 2003. Sus nombres se ven en la lista de mutantes de William Stryker.
- La relación del Barón Strucker con Quicksilver (Aaron Taylor-Johnson) y Bruja Escarlata (Elizabeth Olsen) en Avengers: Age of Ultron es una reminiscencia de la de Fenris.

### Videojuegos
- La versión de Espadachín de Andreas Strucker aparece en la versión para PSP de Marvel: Ultimate Alliance. Es visto en el jefe de disco simulador exclusivo para Ojo de Halcón.